# 海への進軍

アレクサンダー・ヘイ（Alexander Hay, 1822-1895）による「海への進軍」を描いた版画。シャーマン将軍の軍が鉄道を破壊し、家々を焼き払いながらジョージア州を進軍する

シャーマンの海への進軍（シャーマンのうみへのしんぐん、Sherman's March to the sea）とは、アメリカ南北戦争終盤期の1864年11月15日から12月22日にかけて、北軍のウィリアム・シャーマン将軍がアメリカ南部連合（南軍）の早期降伏を目的として、南部連合の中心州であったジョージア州のアトランタから南東約400キロ先の港町サバナまでの主要部を、50キロから100キロ幅で行った破壊進撃を意味する。鉄道などの基盤、産業施設、個人の資産に至るまでを破壊し、戦争に対する物質的・精神的な支えを喪失させたこの戦いは、後の20世紀の総力戦を予告するものであった。

## アトランタ占領までにいたるまで
1863年7月のゲティスバーグの戦いとビックスバーグの戦いでの北軍の勝利の後、ユリシーズ・グラント将軍はジョージア州侵入を試みた。アトランタ攻略である。アトランタは数少ない南部連合の軍事産業の中心地で、同時にミシシッピ州やアラバマ州などの西部戦線とバージニア州の東部戦線をつなぐ要衝であり、実質上南部連合の心臓部といえるほど南部の統合と結束を象徴する都市であった。ここを落とすと南部の戦争続行が不可能となり、南部連合大統領のジェファーソン・デービスもアトランタ陥落だけは阻止しなければと思い、南軍本体である北バージニア軍の3分の1の兵力をアトランタ経由で西部戦線の南軍に援軍として送った。
北軍は9月に北バージニア軍の援軍を受けた南軍とチカモーガの戦いでぶつかり、初回のジョージア州侵入は失敗に終わった。南軍はこれを機にテネシー州奪還を試みるも、11月の第三次チャタヌーガの戦いで敗北し、ジョージア州へ後退を余儀なくされた。そのすぐ後にグラント将軍は、リンカーン大統領から北軍総司令官に任命され、自分の後任にウィリアム・シャーマン将軍を指名した。そしてバージニアへ赴く自分の代わりにアトランタの占領を命じた。
1864年5月1日、シャーマンは10万を超える兵力でチャタヌーガを出発してジョージア州に侵入、ドルトンで南軍のジョセフ・ジョンストンの南軍6万5千と対峙するも全面衝突はさけてアトランタへの迂回進行を続けた。それに伴ってジョンストン将軍も北軍のアトランタ侵攻を阻止するため退却せざるを得なくなり、ドルトンからレサカ、カルフン、アデアズヴィル、ニュー・ホープ・チャーチ、ビックシャンティ、ケネソウ山へと退却し、アトランタ防衛に努めた。しかしデービス大統領はアトランタから30キロも離れていないケネソウ山まで撤退したジョンストンを無能視し、解雇。後任にジョン・ベル・フッドを指名したが、攻撃型のこの将軍のもとで南軍兵力はアトランタの戦いなどに敗れ、かえって疲弊するばかりであった。完全包囲された南軍はついに9月1日深夜、主要な軍事施設を炎上させてアトランタを全面撤退。翌日2日未明シャーマン率いる北軍はアトランタを占領し、ワシントンD.C.へアトランタ陥落の電報を打った。このアトランタの占領はリンカーンの大統領再選にも大いに役立った。

## ジョージア州焦土進撃作戦「海への進軍」

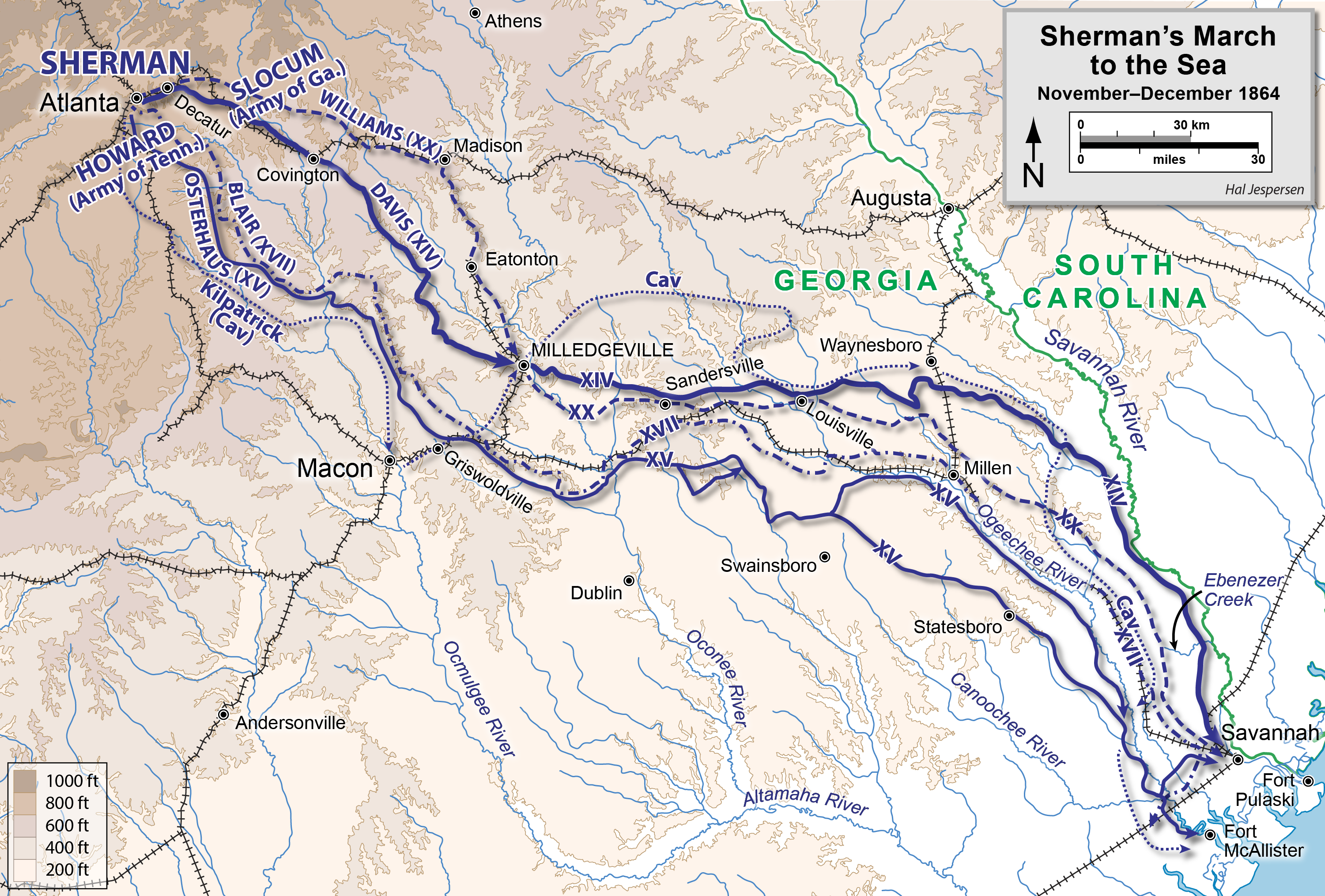
シャーマンの部隊の進路

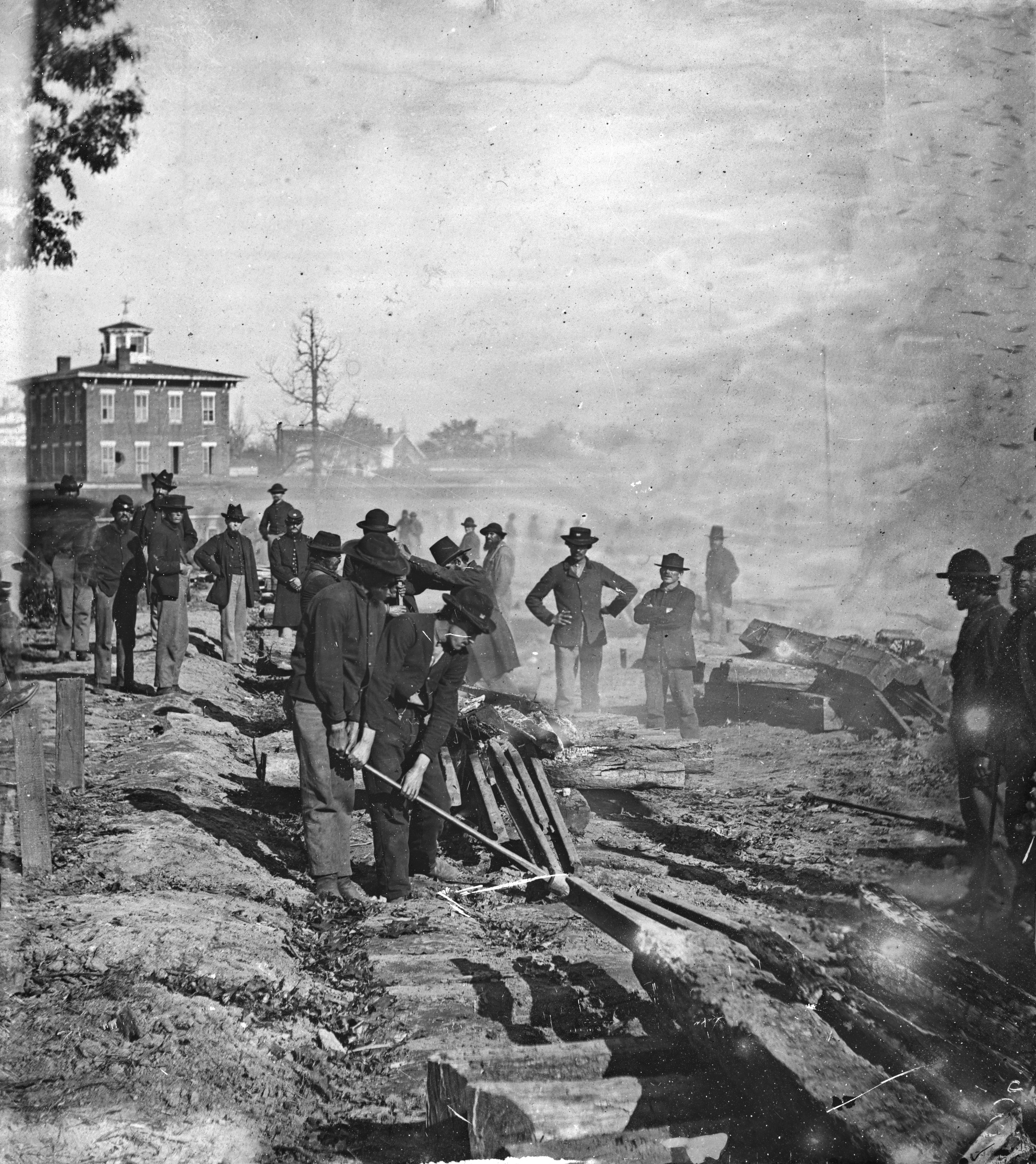
鉄道の線路をひきはがすシャーマン将軍の兵士

北軍によるアトランタ陥落は、南部連合にとって戦争継続の意思と能力が不可と決定付けられた大打撃であった。しかし、シャーマンはこのアトランタを占領しただけでは戦争は終結しないと思っていた。この戦争を早期終結させるためには南軍の壊滅だけでなくその南軍を応援する非戦闘員への戦意喪失も不可欠と考えていた。そこでシャーマンはアトランタからジョージア主要部を進軍してサバナを占領後、サウスカロライナ州に入って北上し、ノースカロライナ州をも通過してバージニア州のグラント将軍の北軍本体と合流しようとグラントに提案した。グラントは南軍の壊滅を望んでいて最初は乗り気でなかったものの最終的にはシャーマンのこの提案に同意した。10万の兵力のうちの3万5千を北西に撤退したフッド率いる南軍の追討へ向かわせ（フランクリン・ナッシュビル方面作戦）、11月15日にアトランタのほぼ全域を炎上させたシャーマンは残り6万5千の北軍を率いて、約400キロ南東に位置する港町サバナに向かっての破壊の進撃を開始した。これが後々まで南部人を震え上がらせた「海への進軍」の始まりである。
両翼約50キロから最大100キロ幅に渡って進行。その道中の家屋敷、工場、機械、農家、家畜、菜園、穀物、綿花、砂糖キビ、鉄道、橋などが破壊炎上され、ジョージア州主要部がサバナのクリスマス占領までに全滅した。『風と共に去りぬ』はこの時の背景を中心に南北戦争を描いており、奴隷制度にあって栄華を極めた南部の貴族的文化社会が南北戦争という「風」と共に去ったことを意味する。12月22日シャーマンの軍隊は港町サバナまで到達。丁度クリスマス直前であったことからシャーマンはワシントンに「この街をクリスマスプレゼントに」と打電した。

## サウスカロライナ州も壊滅、南北戦争終結へ
明けて1865年、シャーマン将軍はバージニア州でグラント将軍率いる北軍とリー将軍率いる南軍主力を挟み撃ちにするため、サバナを破壊せずにバージニアに向けて出発、サバナ川を渡ってサウスカロライナ州に侵入した。北軍左翼は州都コロンビア、右翼はチャールストンを標的として北上した。
サウスカロライナ州はジョージア州と共に合衆国建国十三州のメンバーであり、1860年に他の南部諸州に先駆けて合衆国を脱退したばかりか、戦争の口火を切った州として盟主的立場にあった。その南部の指導州たるサウスカロライナの破壊進撃は制裁の意味も含めジョージアよりも更に徹底していた。2月17日、コロンビアの大部分が北軍に破壊されて灰燼と化し、翌18日にはチャールストンも北軍に降伏した。この戦争勃発地であるチャールストンの降伏は南部連合国の崩壊の近いことを暗示するものであった。
深南部のジョージアとサウスカロライナの広大な主要部をほとんど南軍の抵抗を受けることなく破壊し尽くしたシャーマン率いる北軍はノースカロライナ州に侵入すると、ケネソウ山で解雇されたジョンストン将軍率いる2万2千の南軍と再び接触し対峙した。しかし圧倒的なシャーマン率いる北軍に敵うわけもなく、3月19日に一度攻撃を加えただけで北に退いた。
シャーマンはゴールズボロに入って次の作戦に備えたがアトランタからここまでの行程約1000キロ、その間には南軍を支える物資は殆ど残らなかった。4月9日にリー将軍率いる主力部隊の南軍がバージニア州アポマトックスで降伏したのに続き、5月にジョンストン将軍もノースカロライナ州ダーラムでシャーマン将軍に降伏、6月1日までに南軍の組織的抵抗はなくなり南北戦争は北軍の勝利で終結した。